# 卡伦·琼斯
卡伦·琼斯（英語：Cullen Jones，1984年2月29日—），美国男子游泳运动员，主攻短距离自由泳。曾参加2008年北京奥运和2012年伦敦奥运，其中2008年北京奥运收获一枚金牌，2012年伦敦奥运收获一枚金牌和两枚银牌。